# Angel Beats!
Angel Beats! (エンジェルビーツ! lit. ¡Latidos del ángel!?) es un anime de 13 episodios dirigido por Seiji Kishi y producido por P.A. Works y Aniplex. La historia fue originalmente creada por Jun Maeda, quien también escribió el guion y compuso la música para la serie, junto al grupo Anant-Garde Eyes, con el diseño original de personajes de Na-Ga; juntos Maeda y Na-Ga pertenecen a la distribuidora de novelas visuales Key, la cual produjo títulos como Kanon, AIR, y CLANNAD. El anime se emitió en Japón a partir del 3 de abril hasta el 26 de junio de 2010. Dos OVA fueron publicadas hasta la fecha, siendo lanzada la primera el 22 de diciembre de 2010, y la segunda el 24 de junio de 2015.
Key colaboró con la Dengeki G's Magazine de ASCII Media Works para transformar el proyecto en una franquicia. Tres series de manga fueron serializadas en la Dengeki G's Magazine y la Dengeki G's Comic: dos ilustradas por Haruka Komowata y otro por Yuriko Asami. Una serie de historias cortas escritas por Maeda e ilustradas por GotoP también fueron publicadas en la Dengeki G's Magazine en los números entre noviembre de 2009 y mayo de 2010. Dos programas de radio por Internet también se produjeron para promover la serie. Una adaptación del primer episodio de la novela visual de seis partes fue lanzada para Windows el 26 de junio de 2015.
Angel Beats! recibió críticas generalmente positivas de los críticos. La integración de varios elementos individuales juntos, como la música, el humor y la acción, fue elogiado en muchas críticas y criticado en muchas otras, diciendo que la historia estaba sobrecargada con tantos elementos. P.A. Works fue muy elogiado por la animación en las escenas de acción y la atención prestada en los detalles de las armas utilizadas. Sin embargo, una falla mayor señalada por los críticos era que el anime era demasiado corto, lo cual deja a varios personajes sin contarse su historia. El anime fue seleccionado como un trabajo recomendado por el jurado en el Festival de arte de Japón número 14, en 2010. El anime fue licenciado en los Estados Unidos por Sentai Filmworks.

## Argumento
Angel Beats! transcurre en una escuela secundaria que hace de limbo para adolescentes que han muerto, pero que cuando estaban vivos experimentaron sufrimiento o traumas los cuales deben arreglarse antes que les sea dada una segunda oportunidad en la vida. Aquellos en la escuela del más allá pueden sentir dolor al igual que lo hacían cuando estaban vivos, al igual que pueden morir otra vez, para luego simplemente volver a despertar sin lesiones. La historia sigue a Otonashi, un chico quien ha perdido su memoria al morir. Allí conoce a Yuri, una chica que lo invita como fundadora y organizadora a unirse al SSS o Shinda Sekai Sensen (死んだ世界戦線 lit. Frente del Mundo de los Muertos?), una organización que lucha contra Dios por las experiencias negativas a las cuales se enfrentaron sus miembros cuando estaban vivos. En el SSS existe una banda formada por cuatro chicas llamada Girls Dead Monster la cual actúa como distracción durante las misiones, y otra organización llamada el Gremio, la cual produce armamento en masa a partir de desechos y suministra al SSS. Su único enemigo es una chica a la que llaman Ángel, quien utiliza sus poderes sobrenaturales para luchar contra el SSS. Angel crea sus poderes con la ayuda de un programa de computadora llamado Angel Player. El resto de la escuela del más allá está poblado por un gran número de estudiantes y profesores "normales", a los cuales Yuri considera NPCs, los cuales no son humanos pero se ven y actúan como ellos.
El primero de los personajes en cumplir su sueño y volver a la vida es Iwasawa, la líder de Girls Dead Monster. Angel, cuyo nombre real es Kanade Tachibana, pierde su posición como presidente del consejo estudiantil y el vicepresidente Naoi la sucede. Naoi utiliza sus poderes hipnóticos para controlar a los NPCs para luchar por sus intereses contra el SSS, pero Otonashi lo detiene luego de reconocer la identidad de Naoi y después se une al SSS. Otonashi recupera sus memorias con la ayuda de la hipnosis de Naoi y acepta continuar con el SSS. Otonashi forma amistad con Kanade y la inivita a unirse al SSS. Luego de Otonashi recuerda los detalles de su vida y su muerte, comienza a cooperar con Kanade para ayudar a los otros miembros del SSS para cumplir sus sueños y volver a la vida, y se restablece la posición de Kanade como la presidenta del Consejo Estudiantil de acuerdo a su plan. Yui, la chica quien reemplazó a Iwasawa cuando esta volvió a la vida, es el segundo personaje quien cumple su sueño.
Cuando misteriosos monstruos de sombra comienzan a atacar al SSS, Takamatsu es devorado por uno, simplemente para reaparecer como un NPC. Otonashi razona con los otros miembros del SSS y varios de ellos acceden a volver a la vida antes que convertirse en un NPC, incluyendo el resto de Girls Dead Monster, Chaa del Gremio, y varios miembros no nombrados. Yuri destruye las computadoras que responsables de los monstruos de sombra, las cuales estaban programadas para activarse cuando se detectaba amor en el más allá, para prevenir al mismo de convertirse en un paraíso, y mantener su estado de limbo. Estos personajes restantes—Otonashi, Yuri, Kanade, Hinata y Naoi—celebran una ceremonia de graduación donde se agradecen unos a otros por su apoyo. Luego que Naoi, Yuri y Hinata vuelven a la vida, Otonashi descubre que el lamento de Kanade era el no haber sido capaz de agradecerle por el corazón que recibió de Otonashi cuando éste murió. A Otonashi se le parte el corazón luego que ella le agradece y vuelve a la vida, como si se hubiera enamorado de ella. En el epílogo, dos personas las cuales parecen ser Otonashi y Kanade se encuentran en la calle en el mundo real. En un epílogo alternativo, se muestra a Otonashi quedándose en el más allá ayudando a regresar a la vida a la gente la cual quedó allí.

## Personajes

### Principales
Yuzuru Otonashi (音無 結弦 Otonashi Yuzuru?)
Seiyū: Hiroshi Kamiya
Otonashi es el protagonista principal de Angel Beats!. Después de morir, perdió los recuerdos sobre su vida (sólo recuerda su apellido ya que es lo último que escuchó antes de morir), llegando en este estado al colegio e iniciando así la historia. Se une al SSS y su lucha contra Dios; sin embargo, no quiere ser parte del frente, sólo desea permanecer en el equipo hasta recuperar su memoria, aunque no sabe qué hará cuando esto suceda. Ve en el Ángel la buena fe que otros, por estar sumidos en la frustración odio por estar en un limbo y la necesidad de culpar a alguien, rehúsan ver, estando así a favor de SSS y de Tenshi, de la cual se termina enamorando. Es normal que al conocer los problemas y conflictos de la gente no dude en buscar la forma de ayudar a que los superen. Mientras estaba vivo era un chico sin motivos para vivir, abandonó sus estudios y a su familia; solo trabajaba lo necesario para comprar comida y llevarle revistas a su hermana menor al hospital, quien padecía una enfermedad terminal en espera de un trasplante que nunca llegaría; tras la muerte de ella, Otonashi comprendió que poseía la salud y vida que su hermana siempre buscó sin encontrar. Decidiendo luchar para salir adelante retomó su vida y estudios transformándose en un individuo modelo, al graduarse se presentó al examen universitario para medicina, pero el tren donde viajaba se descarriló y fue sepultado en un túnel; Otonashi a pesar de estar gravemente herido ayudó a los sobrevivientes y logró mantenerlos vivos siete días hasta ser rescatados, momento en que falleció, no sin antes firmar un consentimiento para donar sus órganos.
Posteriormente descubriría que no debió llegar al colegio ya que murió satisfecho de ayudar a la gente, sin embargo al perder la memoria su alma extravió el rumbo. Inicialmente es inexperto con las armas, pero comienza a practicar su puntería y mejora de forma impresionante, hacia el final de la serie ni siquiera necesita mirar un blanco para acertar. Lleva una Glock 17 que Yuri le da en el primer episodio.
Yuri Nakamura (仲村 ゆり Nakamura Yuri?)
Seiyū: Harumi Sakurai
Yuri, conocida como Yurippe, es una muchacha con una personalidad resuelta que invita a Otonashi al SSS (Shinda Sekai Sensen; Frente del mundo de los muertos) una brigada que fundó para enfrentar y oponerse a los dictámenes de Dios. Es algo extravagante para nombrar sus operaciones y llevarlas a cabo como una forma rebelarse contra Tenshi. Lleva una Beretta 92 plateada. No sólo es una experta con las armas de fuego, sino que también sabe luchar cuerpo a cuerpo. Cuando estaba viva y era más joven, sus tres hermanos menores murieron cuando, estando solos en casa, unos ladrones entraron pero al no encontrar un botín exigieron a Yuri les llevara objetos de valor, por cada diez minutos que no recibían algo ejecutaban uno de sus hermanos, treinta minutos más tarde la policía llegó pero ella era la única sobreviviente; su rencor hacia Dios inicia en este suceso por permitir tragedias así a gente inocente, aun siendo para los demás humanos, su ser sinónimo de vida y amor.
Aunque no lo parezca se preocupa mucho por los miembros de la SSS. Jamás ha mencionado tener algún interés amoroso en Otonashi, pero en algunas ocasiones se muestra con desagrado o hasta celosa cuando él y Kanade están juntos, y cuando los demás la elogian esconde su vergüenza golpeándolos, pero si se trata de Otonashi generalmente se sonroja y se muestra vulnerable. Aunque en un comienzo ve a Kanade como su enemiga, tras conocerla mejor acepta que le agrada, finalmente confiesa que le hubiera gustado ser más cercanas para así enseñarle cosas y ser como una hermana mayor para ella.
Kanade Tachibana (立華 かなで Tachibana Kanade?)
Seiyū: Kana Hanazawa
Apodada por el SSS como Tenshi (Ángel), es la presidenta del Consejo Estudiantil en la Escuela del mundo de los muertos. Los miembros de la SSS la llaman Ángel puesto que no saben su nombre real y la suponen una subordinada de Dios, aunque posteriormente descubren su nombre real. Como persona es en un comienzo fría y silenciosa, pero poco a poco aflora su dulce carácter y sus sonrisas aumentan, así como se va llenando de amistades, incluso en el último episodio se le ve tarareando una canción. Como presidenta es la encargada de hacer respetar el orden y disciplina, cosa que la opone directamente con la SSS y la lleva a tremendos combates contra ellos; aunque cuando no hay problemas no demuestra enemistad contra los miembros, llegando a ayudarlos y aconsejarlos en algunas situaciones. La relevan más adelante de su posición como presidenta del Consejo Estudiantil cuando la SSS sabotea sus exámenes y es sustituida por el vicepresidente Naoi. Si bien lucha contra la SSS e intenta que las almas llegadas se comporten y así desaparezcan del colegio, sostiene que no es un ángel. 
Hacia el final revela que llegó al colegio ya que durante su vida el único anhelo imposible de cumplir fue agradecer la oportunidad de tener una vida plena a quien le donó su corazón, este deseo fue tan intenso que tras morir llegó allí esperando encontrarse con esta persona, finalmente revela a Otonashi que durante el tiempo que compartieron comprendió que él fue quien le donó su corazón. También con el tiempo que pasaron juntos se enamora pero, kanade no revela sus sentimientos, porque dice que si lo hace desaparecería. Tiene capacidades sobrenaturales, incluyendo HandSonic, la capacidad de materializar armas blancas desde sus brazos (espada, espada larga, tridente, una flor y una honda con una garra y un par de alas en su espalda); Distortion, una barrera inmaterial que desvía proyectiles y otros objetos que vayan a impactarla; Delay acelerador de movimiento instantáneo; y Harmonics en el que crea una copia material de sí misma. Posteriormente se descubre que creó esas capacidades sobrenaturales mediante un Software llamado Angel Player lo que hace que Yurippe dude si en realidad existe un Dios.

### Secundarios
Hideki Hinata (日向 秀樹 Hinata Hideki?)
Seiyū: Ryōhei Kimura
Es un chico de personalidad amistosa y abierta, el más cercano a Otonashi y siempre dispuesto a ayudarle. Hideki suele ser más cálido de lo estrictamente necesario en sus interacciones con él, lo que lleva a Otonashi a dudar de la heterosexualidad de Hinata para enfado de éste. Suele encontrarse constantemente con Yui, quien lo saca de sus casillas con su actitud por lo que es común que la golpee, sin embargo a medida que pasa el tiempo se hace evidente que en realidad está enamorado de ella y desea protegerla. En vida fue un jugador de béisbol de alto nivel, pero tras perder una pelota que le costó la victoria a su equipo se ganó el total desprecio de sus compañeros, lo que le llevó a caer en la drogadicción y a convertirse en un despojo humano. Hideki no recuerda exactamente la causa de su muerte, aunque al inicio de Heaven's Door se ve que fue atropellado por un auto en el cruce de una calle céntrica. Hinata es el cofundador de la SSS y su segundo miembro más antiguo, aunque no es el primero en haber aparecido en la escuela. También es el creador del apodo de Yurippe, ya que no le gustaba llamarla Yuri debido a que también era el nombre de su madre.
Ayato Naoi (直井 文人 Naoi Ayato?)
Seiyū: Megumi Ogata
Este personaje aparece durante el festival deportivo del colegio como parte del equipo deportivo del consejo estudiantil. Luego de la destitución de Kanade como presidente del consejo asume el cargo de ella. Inicialmente se muestra como un NPC correcto y amable, pero tras su nombramiento impone el orden por la fuerza apresando a Kanade y a Otonashi e intentando destruir la SSS haciendo desaparecer a los miembros gracias a los poderes hipnóticos que posee y con los que muestra fantasías y sueños que llevan a hacer desaparecer. En su vida, en realidad es un humano, era el hijo de una importante familia de alfareros, pero carecía de talento a diferencia de su hermano gemelo quien era un prodigio; tras la muerte de éste, la familia fingió públicamente que él hijo fallecido fue Naoi, siendo él posteriormente obligado por su padre tomar el nombre de su hermano y perfeccionarse como artesano sin lograr jamás complacerlo hasta el día de su muerte. 
Es muy orgulloso, llegando al extremo de llamarse a sí mismo Dios (Kami-Sama), pero realmente por dentro es un chico muy sentimental. Tras intentar destruir la SSS, Otonashi lo confronta y lo elogia por el tremendo esfuerzo que significó vivir como lo hizo antes y después de fallecer, logrando hacer que cambiara su manera de sentir y gracias a ello se hace amigo de los miembros de la SSS, especialmente de Otonashi, a quien idolatra.
Noda (野田?)
Seiyū: Shun Takagi
Es un chico serio y exaltado que actúa como uno de los ejecutores de la SSS. Noda sólo escucha a Yuri, de la que está cómicamente enamorado, siendo antagónico a todos los demás, particularmente a Otonashi, con quien demuestra una rivalidad unilateral. Noda es un personaje impulsivo y poco inteligente, tiene el instinto de matar cruelmente a todo el que diga algo en contra de Yuri o que haga algo que lo moleste, por insignificante que sea, aunque solo lo hace ya que sabe perfectamente que resucitarán. Lucha con una alabarda, la cual lleva sobre su hombro en todo momento.
Godan Matsushita (松下 護騨 Matsushita Godan?)
Seiyū: Eiichirou Tokumoto
También conocido como Matsushita Godan ya que posee 5.º dan en judo (en japonés 5.º se pronuncia Go), un muchacho corpulento, de gran tamaño y habilidad en judo, siendo este el origen de su apodo. Nunca se olvida de una deuda, sobre todo cuando es recompensado con alimentos —en concreto gyudon—, por lo que quien lo necesite sólo debe prometerle comida para contar incondicionalmente con su ayuda. Debido a su gran fuerza, Matsushita porta armas pesadas, como lanzacohetes, en las misiones. En la segunda mitad de la historia se retira a las montañas cerca de la escuela para entrenar, por lo que cuando regresa para ayudar en la batalla contra las sombras es mucho más fuerte y ha perdido una cantidad significativa de peso, volviéndose atlético, delgado e irreconocible para sus compañeros. Un detalle es que Matsushita suele llevar getas en lugar de los cazados habituales que los demás usan dentro o fuera del colegio.
Ōyama (大山 Ooyama?)
Seiyū: Yumiko Kobayashi
Ōyama es un muchacho con aspecto infantil, carácter asustadizo y sentimientos frágiles, ya que cualquier cosa mínimamente trágica —como dar una falsa confesión o ver a sus compañeros muertos, a pesar de saber que resucitarán— le sume en un estado de histeria o pena. Por ello, suele ser visto en compañía del enorme Takamatsu o Matsushita, quien gracias a su serenidad habitual le sirve como apoyo moral, aunque parece juntarse más seguido con Fujimaki, llegando a ser hasta su amigo. 
No tiene ningún talento en especial, pero es útil a la SSS en varias tareas, por insignificantes que parezcan. En Heaven's Door se muestra que Ōyama ya llevaba tiempo en el colegio cuando Yuri y Hinata llegaron, siendo asignado incluso como compañero de dormitorio del último; sin embargo, su falta de carácter les hizo pensar que era un NPC durante mucho tiempo. En las misiones lleva un rifle de francotirador Remington 700.
TK (ティーケー?)
Seiyū: Michael Rivas
TK es un misterioso personaje de pelo largo rubio y con una bandana grande de tela roja ocultando sus ojos. Su presencia es fuertemente estrambótica, ya que tiende a caminar y gesticular con pasos y posturas de breakdance, y muy frecuentemente comienza a bailar sin importar el momento. Nadie sabe su nombre real o su pasado, ya que TK sólo habla con frases en inglés al azar y, aunque sabe hablar japonés, muy raramente lo utiliza; en realidad, según Takeyama, TK no sabe hablar ni leer en inglés, sino que se limita a repetir frases que conoce. En los combates, TK usa simultáneamente una FN Browning GP-35 y una LAR Grizzly o un PP-19 Bizon.
Fujimaki (藤巻?)
Seiyū: Yūki Masuda
Presentado al inicio como Fujimaki Monk Punk, no se sabe nada de él, ya que es quizá el personaje menos relevante de la SSS, aunque está presente en prácticamente todas sus misiones. Siempre lleva una shirasaya, que usa para luchar. Suele meterse con los nuevos del grupo, como Takeyama, pero aun así no parece ser mala persona.
Takamatsu (高松?)
Seiyū: Takahiro Mizushima
Takamatsu es un chico con gafas de aspecto inteligente y meditado, aunque Yuri lo califica de idiota y advierte que su aire intelectual no es más que una apariencia. En uno de los capítulos de la serie revela que pasa el tiempo entrenando, por lo que tiene una musculatura extremadamente tonificada; después de esta revelación, Takamatsu aprovecha cualquier oportunidad para quitarse la camisa y mostrar su torso esculpido, siendo tildado de narcisista por los demás. Tras el ataque de una de las primeras Sombras es convertido en un NPC, pero al final de la serie se comenta que consigue de nuevo convertirse en un humano y logra desaparecer para reencarnarse.
Shīna (椎名 Shiina?)
Seiyū: Fuko Saito
Una silenciosa y serena kunoichi. Su rol en el grupo suele ser bastante pasivo, ya que su papel en las conversaciones es casi universalmente permanecer en la sombra de un rincón sin mostrar mucho interés y comentando la frase que mente tan estrecha ocasionalmente al oír algo mínimamente falto de sentido; esta parece ser su expresión favorita, ya que la aplica incluso a sí misma cuando comete algún error. 
A lo largo de la serie muestra grandes habilidades de artes marciales y una agilidad portentosa de las que saca provecho en la lucha con armas como shurikens y kodachis; para encajar más con esta imagen, siempre lleva una larga bufanda negra que oculta a veces la parte inferior de su rostro. Un rasgo oculto de Shiina es su debilidad por las cosas tiernas, como mascotas y pequeños animales -incluso falsos-, lo que le llevó a morir en una misión; desde ese día, mantuvo equilibrada una escoba sobre la yema de un dedo para mejorar su concentración en las misiones.
Yusa (遊佐?)
Seiyū: Yui Makino
Yusa es la taciturna observadora de la SSS. Siempre con un auricular en el oído o un walkie-talkie, se encarga de ser los ojos y oídos de Yuri en cada una de sus operaciones, como los conciertos de GirDeMo. Yusa es alguien muy cercana a Yuri, y suele escucharle durante todos sus desahogos por radio, que comúnmente no tienen nada que ver con las misiones del grupo. Según lo visto en la serie, Yusa parece ser una chica silenciosa y suave, con un carácter similar al de Kanade.
Takeyama (竹山?)
Seiyū: Mitsuhiro Ichiki
Es un muchacho altamente inteligente y especialista en hackear ordenadores. Continuamente insiste en ser llamado Christ, algo en lo que los demás nunca se fijan, para hastío de él. Aunque no tiene participación de campo, Takeyama es un miembro de apoyo logístico, al igual que Yusa, y es usado por Yuri para acceder a los datos de Kanade.
Char (チャー?)
Seiyū: Hiroki Tōchi
Es el líder del gremio. A pesar de ser más viejo, lo tratan como si tuviera la misma edad que Otonashi y los otros. Como en ese mundo es posible reproducir cualquier objeto usando cualquier material, como tierra o polvo, mientras el creador comprenda su concepto y funcionamiento Chā es el encargado de la facción que crea las armas y suministros para la SSS sobre la base de las experiencias que tuvo en vida. El que alguien de esa edad haya llegado a un mundo creado sólo para adolescentes es un misterio tan grande como el tiempo que lleva allí.
Hatsune Otonashi (音無 初音 Otonashi Hatsune?)
Seiyū: Mai Nakahara
Hermana menor de Otonashi. Una pequeña niña alegre y dulce, que había tenido una dura vida debido a una enfermedad que la obligaba a permanecer en cama y estar hospitalizada en espera de un trasplante. A pesar de eso ella nunca perdió la esperanza de un día salir y poder vivir una vida normal. A Hatsune le encantaba el shojo manga, por eso Yuzuru en aquella vida siempre le compraba mangas para verla feliz y oírla darle las gracias. 
Al enterarse su hermano que deseaba pasear por la ciudad la noche de Navidad, ahorró hasta tener dinero para llevarla a diferentes sitios, sin embargo el doctor negó el permiso por ser muy arriesgado; no queriendo decepcionarla Yuzuru la llevó escondido, esa noche ella fallece mientras paseaban, convirtiéndose desde ese momento en la inspiración de su hermano para vivir su vida en nombre de ella quien nunca tuvo ese privilegio.

### Girls Dead Monster
Yui (ユイ?)
Seiyū: Eri Kitamura; LiSA (cantando).
Su nombre artístico es Yui-nyan; se convierte en la nueva vocalista del grupo Girls Dead Monster al desaparecer Iwasawa, es muy alegre y enérgica, al punto que incluso algunas chicas NPC le han tomando aprecio y se han convertido en sus admiradoras; la banda es su mayor admiración y al conseguir ser la vocalista se emociona mucho. Constantemente tiene cómicas peleas con Hinata realizándose una amplia gama de sumisiones de lucha libre profesional, aunque finalmente se demuestra una preocupación mutua. Se desconoce su verdadero nombre, ya que Yui Nyan es un apodo que ella misma se dio en referencia a los personajes Yui Hirasawa y Azusa “Azu-nyan” Nakano del manga K-ON!, lo que molesta mucho a Hinata.
Cuando estaba viva, a muy corta edad, sufrió un accidente que la dejó parapléjica, por lo que al llegar al colegio tiene como ambición no solo ser cantante sino realizar una gran cantidad de experiencias que en vida no pudo llevar a cabo. Desaparece después que Otonashi y Hinata cumplieran muchos de sus sueños, prometiendo este último encontrarse con ella a como dé lugar nuevamente en este mundo para vivir juntos sin importar la realidad que a cada uno le haya tocado vivir.
Masami Iwasawa (岩沢 雅美 Iwasawa Masami?)
Seiyū: Miyuki Sawashiro, Marina Nakamura (cantando)
Inicialmente es la guitarrista y vocalista del grupo Girls Dead Monster (GirDeMo) que conforma el escuadrón de distracción. Toca una guitarra acústica que tiene desde que estaba viva, pero para los conciertos utiliza una Fender Stratocaster. Ella compone las canciones de GirDeMO. Antes de morir, vivía sufriendo violencia doméstica, a pesar de eso había encontrado su felicidad al encontrar su vieja guitarra en medio de la basura y aprender a componer su música, tras esto trabajaría incansablemente para reunir dinero con el cual independizarse de su familia y convertirse en una artista; pero muere después de tener una contusión cerebral producto de un golpe fallido que su padre intentara dar a su madre en medio de una pelea. Es la primera en desaparecer durante un concierto al comprender que el significado de su vida era la música e interpretarla para otros. Su personalidad es la de una chica madura, tranquila y calculadora, algo que no tiene Yui.
Hisako (ひさ子?)
Seiyū: Chie Matsūra
Es la guitarrista principal del grupo Girls Dead Monster y es la segunda al mando. Toca una Fender Jazzmaster. Hinata la describe como una chica realmente atlética. Le gusta jugar mahjong, en lo cual es muy buena. Se caracteriza por ser una chica franca y competitiva. Es admirada por Yui.
Miyuki Irie (入江 みゆき Irie Miyuki?)
Seiyū: Kana Asumi
Es la baterista de Girls Dead Monster. Aunque al igual que todos ya está muerta, le teme a las historias de fantasmas que Sekine les narra como broma. Irie es la mejor amiga de Sekine y se unieron a GirDeMo al mismo tiempo.
Shiori Sekine (関根 しおり Sekine Shiori?)
Seiyū: Emiri Katō
Es la bajista de GirDeMo. Le gusta jugar bromas a la gente para luego ver sus rostros sorprendidos. Le gusta improvisar bruscamente cuando practican, y eso hace que Hisako se enoje. Ella es la mejor amiga de Irie, a quien ella llama Miyukichi. Toca una G&L L-2000.

## Producción

### Concepción y creación
Los creadores originales de Angel Beats!, Jun Maeda y Na-Ga, de Key, fueron entrevistados en el número de julio de 2009 de la revista Dengeki G's Magazine de ASCII Media Works. Alrededor del tiempo en el que Key completó el primer lanzamiento de la sexta novela visual de Little Busters!, Hironori Toba de Aniplex (siendo él mismo un fan de las obras de Key) discutió con Maeda en octubre de 2007 para colaborar en la creación de una serie original de anime. Maeda comenzó a reunirse con Toba mensualmente y la historia comenzó gradualmente a progresar. Aniplex quería a Maeda para escribir un guion que sea muy "al estilo de Key, con momentos conmovedores de risa y lágrimas", pero inicialmente Maeda se encontró perdido a la hora de escribir una historia más entretenida que la de Little Busters!, ya que creía que con esa obra había llegado a su límite en cuanto a una "historia al estilo de Key". Sin embargo un día, Maeda fue golpeado por inspiración, y pensó sobre la idea inicial de una historia en el más allá. Además, con todos ya muertos, Maeda pensó en llamativas batallas donde todos los combatientes podían dejarlo todo sin miedo de la muerte. De acuerdo a Maeda, el tema de la serie es "la vida", la cual en Angel Beats! es representada como una cosa preciosa y maravillosa, a pesar de que los personajes de la serie peleen contra a su destino.
Maeda nominó a Na-Ga a comenzar el trabajo en el diseño de los personajes cerca de comienzos de 2008. Na-Ga estaba preocupado que otros trabajos de computación gráfica (CG) para Key podrían retrasarse, pero tomó la posición por su gran experiencia en CG. Maeda nominó a Na-Ga por los populares personajes que diseñó en Little Busters!, y por su franqueza. Na-Ga diseñó a Yuri basada en su personalidad como líder, aunque fue por solicitud de Maeda el agregar su vincha negra, tomada de Yukiko Amagi de Persona 4, ya que era la heroína favorita de Maeda del videojuego. El largo del cabello de Yuri y la adición del moño verde fueron decididos en reuniones del comité de producción. El concepto original de Angel comenzó con la idea de una valiente chica luchadora. Maeda citó que la imagen de Angel cambió considerablemente a lo largo del proceso de desarrollo y que originalmente era similar a Shiki Ryōgi de Kara no Kyōkai. En algún momento, el concepto de Angel cambió a ser una "chica silenciosa y misteriosa". Antes que Na-Ga haya decidido el diseño de Otonashi, Maeda le dijo que todo estaría bien y que sólo diseñara algo, y finalmente diseñó un prototipo para Otonashi y Hinata, entre otros. Algunos de los personajes tienen vagas condiciones iniciales dadas por Maeda, como el pedirle a Na-Ga diseñar una "bajista de una banda de chicas" en el caso de Sekine, de Girls Dead Monster, y particularmente el críptico "personaje que dice misteriosas frases en inglés", para TK.

## Media

### Show Radio por Internet
Un programa de radio por Internet para promover Angel Beats! llamada "Jun Maeda's Brutal Radio" (麻枝准の殺伐 Maeda Jun no Rajio Satsubatsu?) salió al aire entre el 30 de mayo de 2009 y 31 de marzo de 2010. El espectáculo fue conducido por Jun Maeda, aunque algunos del personal hacen apariciones, como Hironori Towa, el productor de Angel Beats!, y Na-Ga. Otro programa de radio de Internet para promocionar la serie titulada Angel Beats! SSS Radio tuvo una difusión previa el 18 de marzo de 2010, y que regularmente difunde semanalmente entre 1 de abril de 2010 y 31 de marzo de 2011. Producido por la estación de radio Hibiki, el espectáculo fue conducido por Harumi Sakurai (la voz de Yuri), Kana Hanazawa (la voz de Angel/Kanade) y Eri Kitamura (la voz de Yui).

### Manga
Dos series de manga están publicadas en la revista Dengeki G: un ilustrado por Haruka Komowata, que comenzó la serialización en la edición de diciembre de 2009. El manga está inspirado en el concepto original de Jun Maeda y el otro elaborado por Yuriko Asami, que comenzó en mayo de 2010 de la revista. Una serie de historias cortas escritas por el ilustrado Maeda e ilustrado por GoTop se serializado en la revista Dengeki G, entre el 2009 y noviembre la edición de mayo de 2010.

### Anime
Una adaptación al anime de Angel Beats! fue dirigida por Seiji Kishi y producida por P.A. Works y Aniplex, salió al aire en Japón entre el 3 de abril y el 26 de junio de 2010 en la cadena TBS, y se constituyó con trece episodios. Fue licenciado en Norteamérica por Sentai Filmworks. También se emitió durante el mismo mes a través de varias cadenas de televisión afiliadas a TBS, como CBC, MBS, RKB, TUT y BS11. El primer episodio fue preestrenado el 22 de marzo de 2010 para un determinado número de personas que participaron en un sorteo celebrado ese mismo mes. La historia fue concebida originalmente por Jun Maeda, quien también escribió el guion, con el diseño de los personajes originales por Na-Ga y ambos, Maeda y Na-Ga, pertenecen a la empresa Key, conocida por producir títulos como Kanon, AIR y CLANNAD. La música utilizada en el anime fue compuesta por Maeda e interpretada por el grupo Anant-Garde Eyes. En el séptimo y último Blu-ray/DVD, publicado el 22 de diciembre de 2010 presentó un OVA, así como también un final alternativo como extra. El 24 de junio de 2015 fue publicada una segunda OVA, como capítulo especial dentro de la trama argumental de la serie.

### Novela visual
La cuenta oficial de Twitter de la franquicia de Angel Beats! reportó que una cuenta regresiva había comenzado en su sitio web oficial denominada como "Operation Countdown". Tras la cuenta atrás se anunció un nuevo proyecto para la franquicia, el cual fue revelado el 22 de diciembre del 2014. Después de un tiempo se confirmó la salida de una novela visual con el nombre de "Angel Beats!: 1st Beat", y se estrenó el 29 de mayo de 2015. Luego, a mediados de junio de 2015, una nueva OVA llamada Angel Beats! Hell’s Kitchen, el cual se ubica cronológicamente entre el capítulo 2 y 3, se estrenó junto al anime Charlotte.

## Recepción
Angel Beats! recibió críticas generalmente positivas. La integración de varios elementos individuales en conjunto, tales como actuaciones musicales, humor y acción, fue elogiado en una revisión, pero criticada en otro, diciendo que la historia está sobrecargado con demasiados elementos. P.A Works es alabado por la animación de las secuencias de acción y atención al detalle con las armas utilizadas. Una falla importante señalado por los críticos, sin embargo, es que el anime es demasiado corto, lo que deja a muchos de los personajes con innumerables historias de respaldo.
El sexto episodio de Angel Beats! salió al aire el 8 de mayo en Osaka en la estación MBS y obtuvo una calificación récord de 4,9%. Esta es la calificación más alta que MBS ha cosechado en la noche "Anime Shower" intervalo de tiempo en tres años. Angel Beats! fue seleccionado como una obra recomendada por el jurado de los premios de la 14 ª Japan Media Arts Festival en 2010.

### Ventas
Los Blu-ray Disc (BD) de Angel Beats! tuvieron altas ventas según el gráfico semanal BD ventas de Oricon. Los volúmenes uno y cuatro en el puesto N º 1, los volúmenes dos y cinco en el puesto N º 2, y los volúmenes de los tres, seis y siete en el puesto N º 3. Los volúmenes de DVD, sin embargo, ocuparon puestos más bajos que el BD en Oricon. El volumen uno en el puesto N º 5, el volumen dos en el número 10, el volumen tres en el número 13, el volumen cuatro en el número 11, el volumen cinco en el número 8, el volumen seis en el número 12, y el volumen siete en el N º 15.
El opening y el ending My Soul, Your Beats! / Brave Song debutó en el n.º 3 en el gráfico de Oricon en Japón, vendiendo cerca de 80 000 copias en su primera semana de ventas. My Soul, Your Beats! / Brave Song  fue galardonado con un disco de oro por la Recording Industry Association of Japan (RIAJ) en mayo de 2010 por vender más de 100 000 copias.